# Cheiracanthium annulipes
Cheiracanthium annulipes is een spinnensoort uit de familie Cheiracanthiidae.
De wetenschappelijke naam van de soort werd in 1872 gepubliceerd door Octavius Pickard-Cambridge.